# Grote Prijs van Sotsji Mayor
De Grote Prijs van Sotsji Mayor (Russisch: Большой приз мэра Сочи, Grote Prijs van de Burgemeester van Sotsji) is een voormalige eendaagse wielerwedstrijd in en rond de stad Sotsji. De wedstrijd werd in 2015 voor het eerst, en tevens voor het laatst, georganiseerd en maakte deel uit van de UCI Europe Tour, in de categorie 1.2. 

## Lijst van winnaars

### Overwinningen per land
| Overwinningen | Land    |
| ------------- | ------- |
| 1             | Rusland |